# Bendosari (Sawit)
Bendosari is een bestuurslaag in het regentschap Boyolali van de provincie Midden-Java, Indonesië. Bendosari telt 2523 inwoners (volkstelling 2010).